# Gorean
Nell'uso comune del termine, Gorean identifica qualsiasi caratteristica appartenente al ciclo di racconti di fantascienza di John Norman. In questi racconti, la parola Gorean si riferisce all'immaginaria contro-terra, ai suoi abitanti e costumi sociali, e alla peculiare lingua franca che consente la comunicazione fra le varie zone abitate di Gor.
In quanto applicata a individui reali, al di fuori dei racconti, la parola Gorean identifica coloro che aderiscono al modo di pensare esposto negli scritti di Norman, e in particolare coloro che vivono secondo uno stile di vita alternativo basato sulla sua filosofia. Mentre la più nota differenza dello stile di vita goreano rispetto alla norma consiste nel fatto che esso permette e promuove la dominazione e sottomissione nelle relazioni sessuali, molti fra i sostenitori della visione del mondo goreana affermano decisamente che essere goreani non significa necessariamente praticare sesso basato sulla sottomissione, ma piuttosto recepire la filosofia Gorean nel suo insieme (sicché è possibile non adottare lo stile di vita proprio del BDSM nelle relazioni sessuali, e tuttavia essere ugualmente Goreani).
Parte di questo sistema di pensiero è strettamente collegato con la visione storica della schiavitù nell'antica Grecia, e le relazioni fra uomini e donne tipiche di questo periodo, che possono prendere o meno l'aspetto di relazioni fra master e slave. Laddove si svolge una relazione fra master e slave, il livello di adesione alle teorie esposte nei libri può variare.

## Gorean e il BDSM
Esistono sicuramente molte concordanze fra il BDSM e lo stile di vita Gorean, in numerosi aspetti, come le relazioni 24/7 ovvero di Dominazione-sottomissione, la concezione dello slave, etc., ma ci sono anche notevoli differenze di approccio.
Molti praticanti il BDSM considerano lo stile di vita Gorean come una sottospecie delle pratiche BDSM, e ne evidenziano le imperfezioni. In tal senso, la maggioranza dei praticanti il BDSM spesso disdegna i Goreani in quanto essi rigettano l'idea di SSC ovvero RACK, ovvero di consensualità nell'espressione della sottomissione, in quanto nella maggior parte dei casi fra Master e slave goreani non è ammesso l'uso della safeword; essi criticano inoltre il fatto che le dinamiche sessuali, previste esclusivamente fra uomo dominante e femmina sottomessa, in ambito goreano sembrano implicare una forma di divieto verso qualsiasi altra pratica sessuale.
Una lettura dei racconti del ciclo Gorean mostra che l'autore ritiene infatti le altre pratiche, come ad esempio la sottomissione maschile o l'omosessualità, perversioni dell'ordine naturale.
I goreani più consapevoli, d'altro canto, generalmente negano di occuparsi di "giochi" o "giochi di ruolo", e non considerano come parte della concezione Gorean la paura estrema o i giochi sessuali e le torture estreme talvolta praticate in ambito BDSM; in questo senso essi giudicano non necessarie le precauzioni tipiche del BDSM e la distinzione BDSM fra ciò che si svolge nell'ambito di una "scena" (ovvero di uno scenario preposto ai giochi BDSM) e fuori dalla "scena" (dove gli individui abbandonano i loro ruoli BDSM). Essi ritengono che ciò che compiono come goreani sia per lo più estraneo al BDSM, e non condividono gli standard tipici della comunità BDSM.
Una persona che vive secondo lo stile di vita goreano ritiene che il BDSM e i suoi praticanti agiscano con lo scopo principale di appagare un bisogno di tipo sessuale. Essere goreani significa invece non separare l'aspetto sessuale di una persona dal resto della sua identità. I goreani vivono secondo un ben preciso codice di onore che riguarda ogni aspetto della relazione in modo completo.
Alcuni goreani praticano comunque il BDSM. Questi goreani possono usare o meno una safeword quando sono coinvolti in giochi di ruolo BDSM; in ogni caso, se non lo fanno, adoperano comunque un qualche sistema di comunicazione fra di loro, ai fini della sicurezza.
Va segnalato che il manuale di sesso Immaginative sex di John Norman presenta una serie di scenari fantasiosi elaborati allo scopo di essere immaginati anziché realmente attuati, e raccomanda alcuni sostituti simbolici, come ad esempio alcuni suoni, da utilizzare al posto degli attuali mezzi di correzione fisica (come le fruste). La maggior parte di questi scenari rappresentano femmine sottomesse ad uomini, ma alcuni ritraggono invece uomini come sottomessi di donne, e prefigurano la presenza di uomini sottomessi all'interno di alcuni racconti goreani.

## L'identità Gorean
L'identità tipica dei goreani è basata su casa, lavoro, e ordine sociale. I tre pilastri della società Gorean sono descritti come "Pietra di casa", "Sistema di caste", e "Schiavitù".
La casa è di fondamentale importanza per un Gorean, e essa va considerata in relazione al concetto di città-stato, applicato alla corrente concezione di residence o campus. Secondo la concezione delle cronache di Gor: "Ogni uomo è un Ubar nell'ambito del cerchio descritto dalla sua spada" (un Ubar è un signore della guerra, un generale che prende il potere in un tempo di crisi, e il cui ruolo consiste nell'imporsi come tiranno fino a che la crisi non è risolta).
La pietra di casa è ritenuta sacra da ogni cittadino ed è custodita da guardiani. Ogni offesa o ingiuria alla pietra di casa è considerata come affronto personale da coloro che vivono nella città che essa simboleggia. La distruzione di una pietra di casa è il crimine più grave, e paradossalmente l'impresa più onorevole, che ogni guerriero può ritenere di intraprendere.
Il sistema di vita Gorean è basato sulle caste. Il sistema delle caste definisce l'identità goreana secondo la forma di un rigido nazionalismo. Poiché l'occupazione di un goreano consiste nel mantenere l'etica e l'orgoglio di una casta, tutte le caste sono essenzialmente eguali. C'è una modesta mobilità sociale a causa di questa identità di casta; in ogni caso la casta dei Fattori afferma fermamente la propria superiorità su tutte le altre. In buona sostanza alcune caste sembrano essere "più uguali" delle altre. Coloro che appartengono alle caste superiori, ovvero Scribi (il colore della casta è il blu), Guerrieri (il colore della casta è il rosso), Medici (il cui colore di casta è il verde), Costruttori (il cui colore di casta è il giallo) e Iniziati (uomini sacri il cui colore di casta è il bianco) hanno accesso a sistemi educativi privilegiati e opportunità di comando.
L'ordine sociale è consolidato mediante un editto sociale: "Un uomo che rifiuta di portare avanti la sua condizione di vita, o combatte per alterare il suo status senza il consenso del Consiglio delle Caste superiori è per definizione un fuorilegge".
Un goreano deve quindi rispettare la condizione sociale delle caste superiori più che di quella della propria, ma, in cambio, le caste superiori provvedono all'assistenza e alla solidarietà quando un membro di una casta è in difficoltà.
Il terzo pilastro è costituito dalla schiavitù. Essa si distingue in schiavitù maschile e femminile; le schiave donne sono chiamate Kajira. La relazione fra la persona schiava e il suo padrone è governata da numerose regole, che sono anche definite in una sorta di decalogo; la regola fondamentale è, da parte della schiava, la rinuncia alla propria libertà in favore dell'assoluta libertà del padrone, e un percorso di tipo ascetico verso il perfezionamento nel compiacere il proprio padrone.

## Simboli
I simboli distintivi Gorean includono numerose variazioni artistiche del"kef" (Kef è la lettera iniziale della parola Kajira in lingua Gorean), il segno floreale "dina", e un certo numero di altri marchi menzionati nei libri del ciclo di Gor di Norman.
Alcuni goreani utilizzano anche simboli non derivati dalla letteratura di Gor, ma verosimilmente dal carattere cinese per "slave"奴 (Unicode U5974)

Una versione del Kef, il più comune segno di Gor relativo alla Kajira
Una versione del segno "dina", chiamato anche "il fiore della schiava"
Carattere cinese U5974 nella forma antica (in alto, donna inginocchiata e mano destra) e una versione moderna (sotto)

## Gorean su internet
Da anni ci sono un certo numero di attivisti goreani sulla rete, in particolare nei canali della rete
IRC. Molti dei goreani presenti in rete si conoscono solo virtualmente e non hanno realmente letto i libri del ciclo di Gor, che sono peraltro di difficile reperibilità; essi si sono piuttosto documentati su siti web che spesso sono poco accurati o non riportano il testo originale in tutta la sua complessità. Per questi ed altri motivi, intorno alla sub-cultura del gioco di ruolo Gorean si sono sviluppati stereotipi e idiosincrasie varie che non hanno riscontro nei romanzi di Norman, come ad esempio l'obbligo per le schiave di parlare sempre di sé in terza persona o al limite con il solo nome proprio (come in effetti è tipico della comunità BDSM).
Ci sono numerose mailing-list di goreani e altri forum di discussione on-line, i cui contenuti spaziano dal puro e semplice gioco di ruolo alla più seria discussione fra persone che vivono secondo lo stile di vita Gorean.
C'è anche una comunità Gorean in Second Life, che possiede un territorio ben definito e alcuni gruppi.

## Gorean nei racconti
Nei racconti originali, i goreani sono semplicemente quegli esseri umani che vivono sul pianeta Gor. Il retroscena consiste nel fatto che numerosi umani furono trasportati dalla Terra su Gor in tempi molto remoti; questo processo continua tuttora, giacché diverse donne vengono trasportate dalla Terra come schiave.
Nei libri, anche se per lo più le schiave su Gor sono donne, la maggior parte delle donne sono considerate libere, in ragione di una donna schiava per ogni 40 donne libere (a seconda dei libri questo rapporto può variare). Gli schiavi di sesso maschile sono meno diffusi delle donne, e sono di solito criminali, debitori e prigionieri di guerra. Le donne schiave sono chiamate kajirae e gli uomini schiavi kajiri in lingua goreana.
La maggior parte delle kajirae ama danzare per compiacere il proprio padrone.

## Goreani e Kaotiani
Il 18 maggio 2006 Lee Thompson, sedicente aderente al gruppo dei Kaotiani (il cui sito web fa tuttavia riferimento ai Goreani), è stato arrestato nel corso di un'operazione di polizia a Darlington, nel Regno Unito. La polizia aveva ricevuto una denuncia da parte di una donna trattenuta contro la propria volontà, ma un portavoce della polizia ha successivamente riferito che la donna era in realtà consenziente e che non vi erano evidenze di reato a carico di Thompson. Descritto come "culto della schiava sessuale" dalla BBC, questo gruppo aveva riunito 350 membri nel nord-est dell'Inghilterra, anche se gli eventi successivi hanno dimostrato che i componenti stabili del gruppo erano solo due uomini. L'articolo della BBC afferma che Lee Thompson ritiene vi siano circa 25.000 goreani nel mondo.
Thompson ritiene anche che i Kaotiani non siano Goreani, ma qualcosa di meglio. In un articolo su un magazine dedicato al bizarre, l'auto-proclamatosi leader di questo gruppo è stato ritratto come persona affetta da delirio narcisistico paranoico, il cui unico seguace è un giovane uomo che egli ha conosciuto via internet. Le storie riguardo generazioni di Kaotiani e reti segrete del potere sono perciò state diffuse senza prove e l'unica evidenza relativa a questi racconti consiste nella fantasia di un individuo disperatamente in cerca di attenzione.